# Shuangpai
Shuangpai  (en chino, 双牌; pinyin, Shuāngpái) es un condado  bajo la administración directa de la Prefectura Yongzhou en la Provincia de Hunan, República Popular China.  Su área es de 1726 km² y su población total para 2010 superó los 160 mil habitantes. 

## Administración
Desde enero de 2024, el  Condado Shuangpai  se divide en 11 pueblos que se administran en 6 poblados y 5  villas.

## Toponimia
En diciembre de 1969, se disolvió el Distrito forestal Xiaoshui (潇水林区) para establecer el Condado Shuangpai. Su nombre lo toma directamente del  Embalse Shuanpai (双牌水库) dentro de su territorio. "Shuangpai" es una transcripción fonética de su antigua denominación "Shāngpō" (泷泊), por lo que el nombre Shuangpai  (双 "doble" y 牌 "placa") no tiene significado literal.
Shāng (泷) alude a las aguas rápidas del río Xiao (潇水), mientras que Pō (泊) a menudo describía aguas tranquilas o pantanos. Combinados describen el contraste de sus características hidrográficas.
Cuando los barcos llegaban a este punto, las corrientes  del río Xiao (originalmente rápida) se calmaban, permitiendo el atraque seguro. Por ello, el lugar fue llamado Shāngpō Pù (泷泊铺), es decir, 'la parada donde las aguas rápidas se tranquilizan'.